# 盝顶
盝顶为中国古代建筑的一种屋顶样式，顶部有四个正脊围成为平顶，下接庑殿顶。
盝顶在金、元时期比较常用，元大都中很多房屋都为盝顶，明、清两代也有很多盝顶建筑。例如明代故宫的钦安殿、清代瀛台的翔鸾阁就是盝顶。

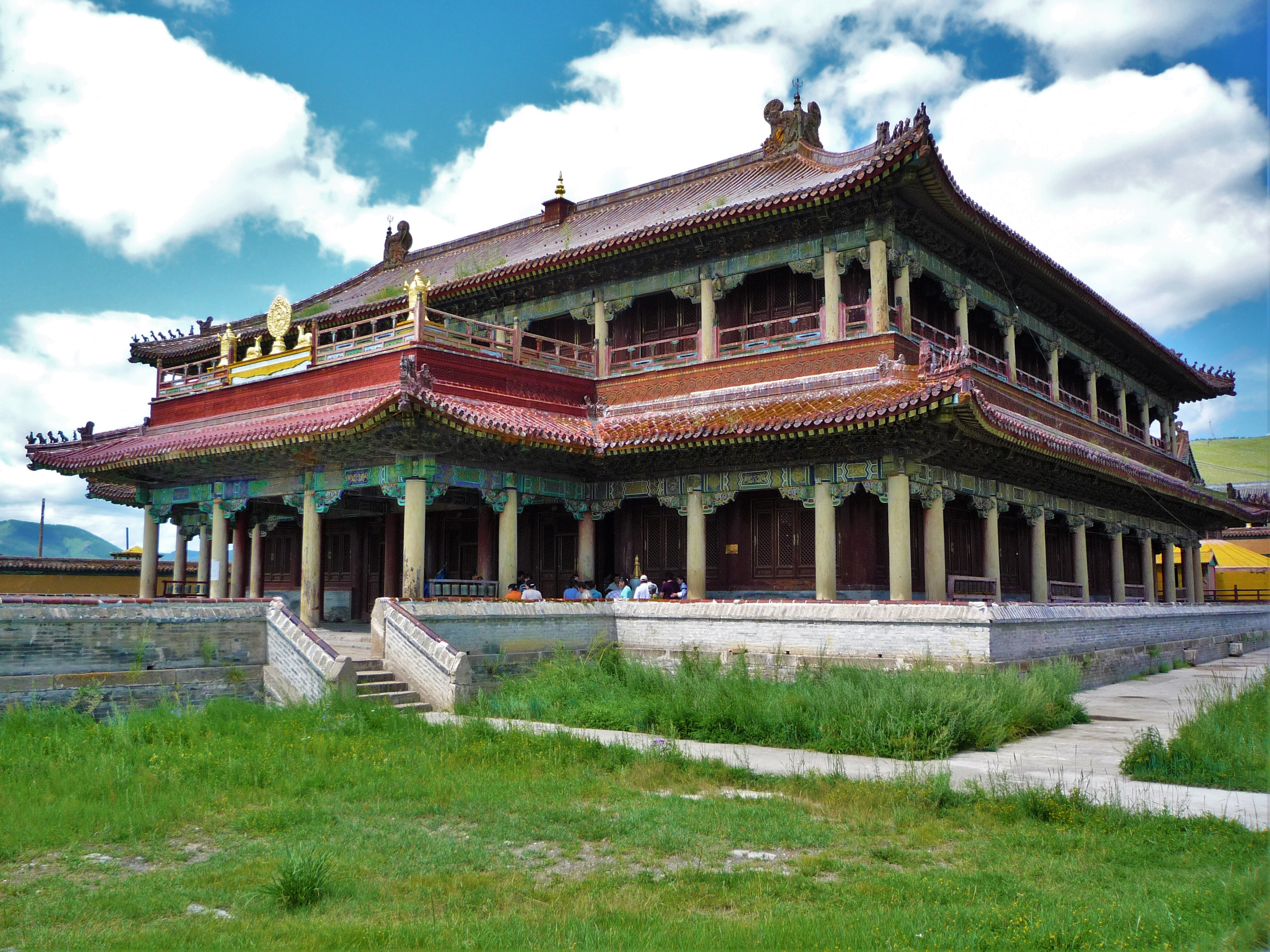
從外側看，蒙古國色楞格省慶寧寺主殿具備盝頂古建的一切特徵
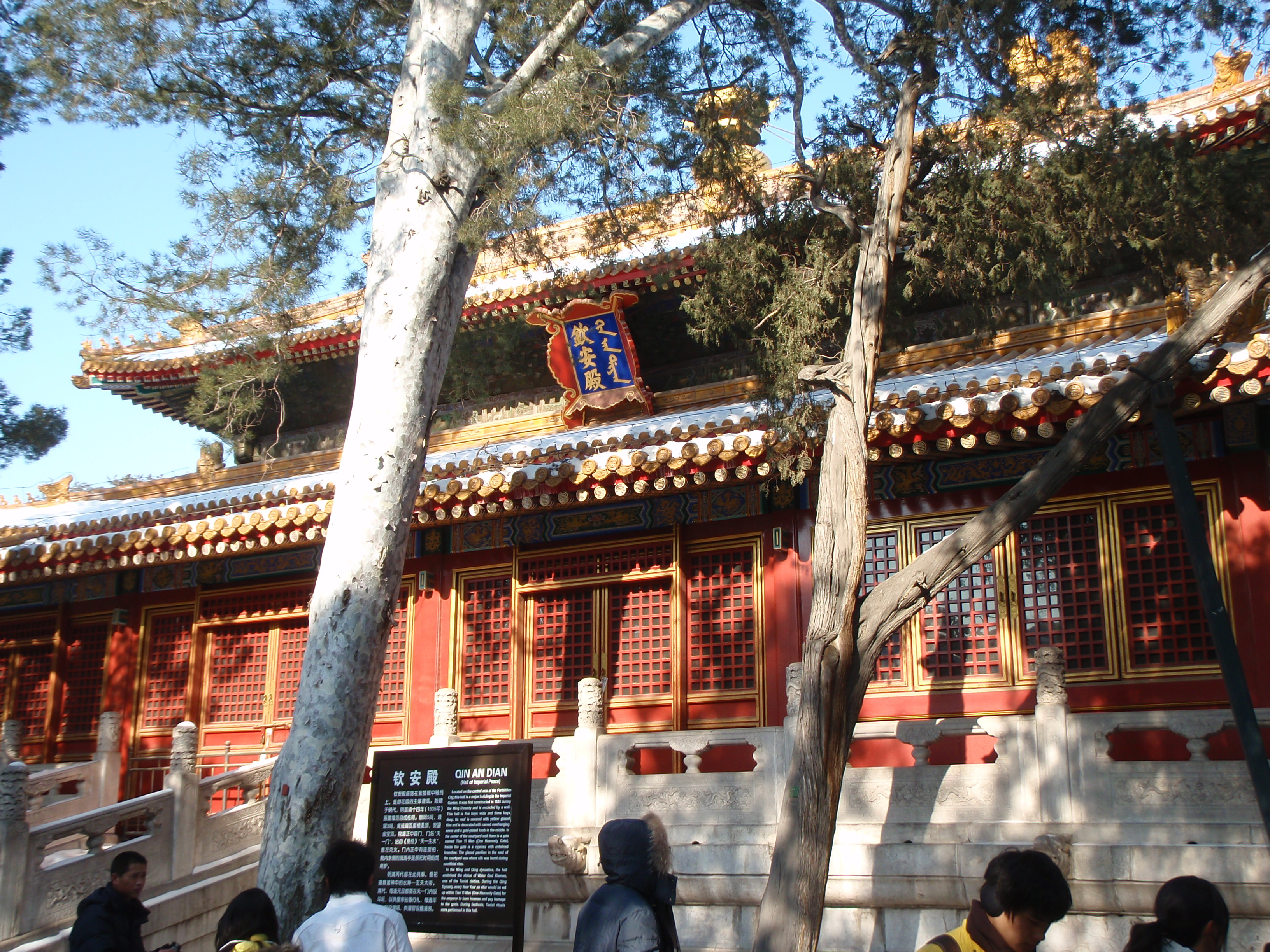
钦安殿爲盝頂古建，但由於周邊環境不開闊及空域管制無法拍出表現其完整結構的照片
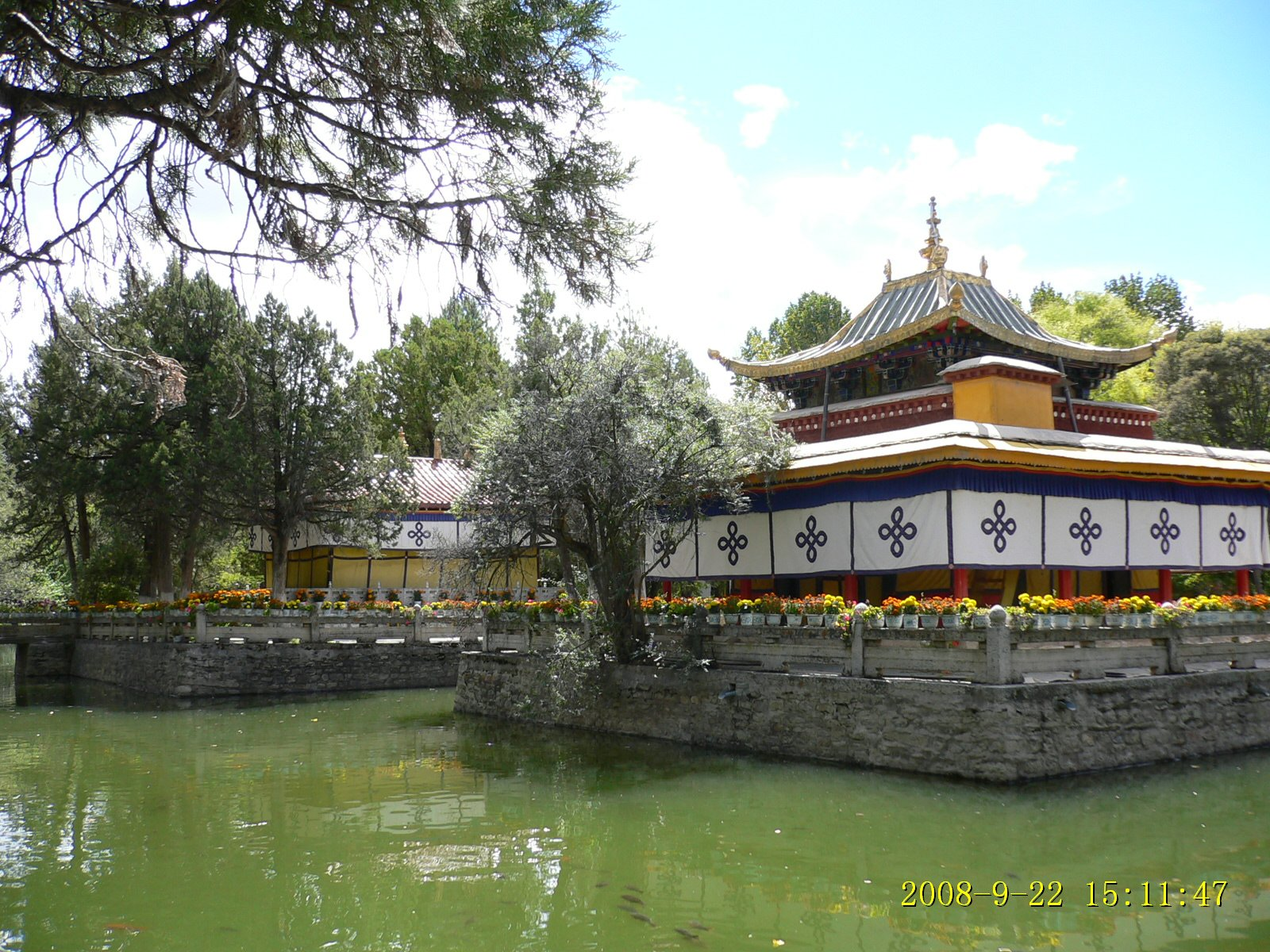
罗布林卡的鲁康（龙王亭）是盝顶
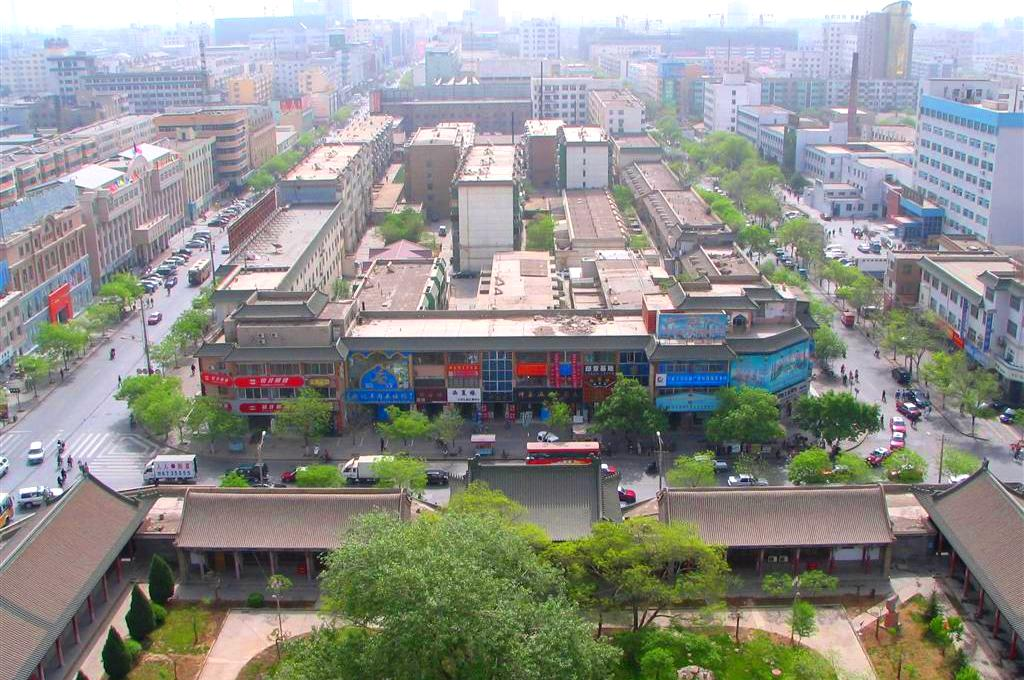
寧夏回族自治區的城市因其歐美式規劃格局而大量采用内陷式盝頂
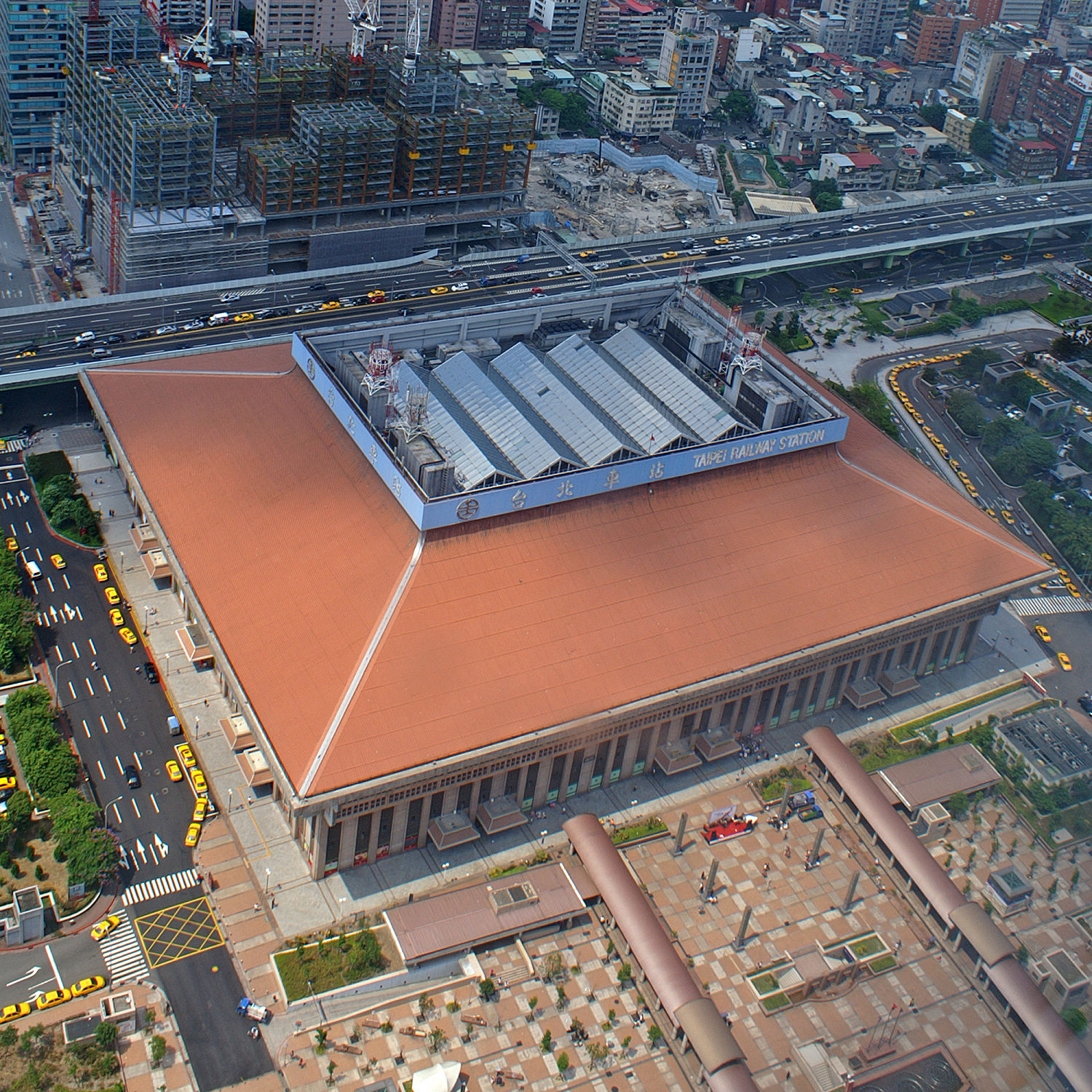
台北車站的仿盝顶仿古屋顶（没有涂灰背）
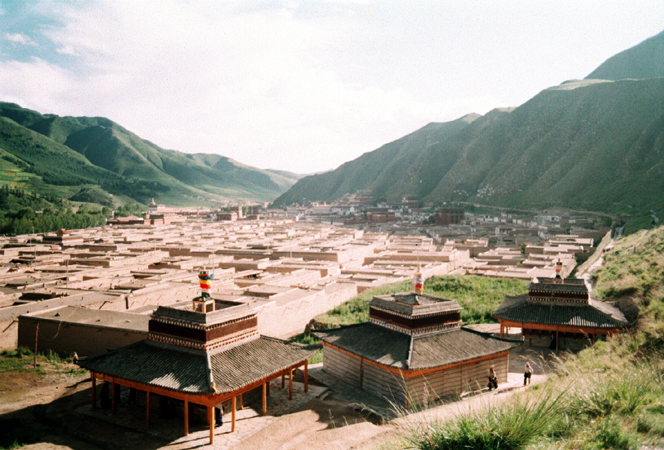
青海拉不楞寺盝顶建築